# Serixia buruensis
Serixia buruensis là một loài bọ cánh cứng trong họ Cerambycidae.